# Little Brother Montgomery
Eurreal Wilford "Little Brother" Montgomery (18 de abril de 1906 - 6 de septiembre de 1985) fue un artista estadounidense intérprete de jazz, boogie-woogie, pianista de blues y cantante.
En gran parte autodidacta, Montgomery era un importante pianista de blues con un estilo original. También trabajó en bandas de jazz. No leía música, sino que las rutinas de la banda las aprendía de oído.

## Carrera

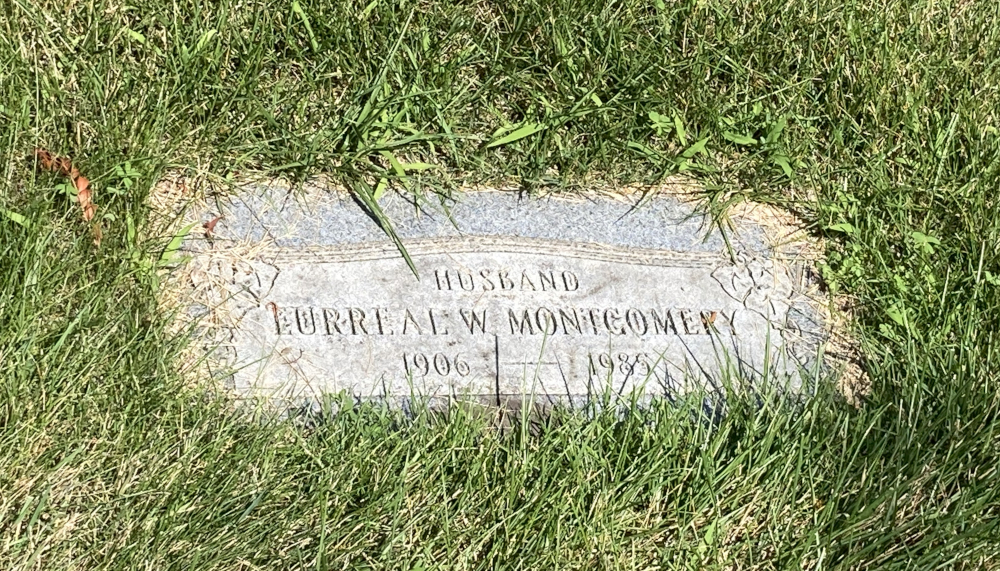
Tumba de Eurreal Wilford Montgomery (1906-1985) en el cementerio Oak Woods, Chicago

Nació en Kentwood (Luisiana), una ciudad cerca la de frontera con Misisipi, a través del lago Pontchartrain de Nueva Orleans, donde  pasó la mayor parte de su niñez. Sus padres eran de ascendencia afroamericana e india creek.  Como de niño se parecía a su padre, Harper Montgomery, fue apodado Little Brother Harper. El nombre evolucionó a Little Brother Montgomery. Empezó a tocar piano en la edad de cuatro años y a los 11  lo hacía en los barrelhouses en Luisiana. Su influencia musical era Jelly Roll Morton, quien acostumbraba visitar la casa de Montgomery.
Temprano en su carrera  actuó en campamentos madereros y de aguarrás en Luisiana, Arkansas y Misisipi. Tocó con las bandas de Clarence Desdunes y Buddy Petit. Vivió en Chicago de 1928 a 1931, donde  hizo sus primeras grabaciones. De 1931 a 1938  dirigió una banda en Jackson, Misisipi.
En 1942 Montgomery volvió a Chicago, que sería su base  para el resto de su vida, con varias visitas a otras ciudades en los EE. UU. y Europa. A fines de los 50 fue descubierto por audiencias blancas más amplias. Hizo una gira breve con Otis Rush en 1956. Su fama creció en los 60 e hizo muchas grabaciones, incluyendo su propia compañía, FM Records, que formó en 1969.
Montgomery visitó Europa muchas veces en los 60 y grabó algunos de sus álbumes allí. Participó en muchos festivales de blues y folk durante la década siguiente y estuvo considerado una leyenda viviente, un enlace a los días tempranos del blues y Nueva Orleans.
Entre sus composiciones originales están "Shreveport Farewell", "Farrish Strett Jive" y "Vicksburg Blues". Su instrumental Crescent Ciudad Blues sirvió como la base para una canción del mismo nombre, de Gordon Jenkins, que fue adaptado por Johnny Cash como "Folsom Prisión Blues".
En 1968, Montgomery contribuyó a dos álbumes por Spanky and Our Gang,  Like to Get to Know You and Anything You Choose b/w Without Rhyme or Reason.
Montgomery murió el 6 de septiembre de 1985 en Champaign, Illinois, y fue sepultado en el  Oak Woods Cemetery.
En 2013, Montgomery ingresó de forma póstuma al Blues Hall of Fame.
El músico de R&B y productor Paul Gayten es sobrino de Montgomery.

## Discografía
| Año de Liberación | Título de álbum                                                         | Etiqueta             |
| ----------------- | ----------------------------------------------------------------------- | -------------------- |
| 1960              | Tasty Blues                                                             | Bluesville           |
| 1961              | Blues                                                                   | Folkways Registros   |
| 1965              | Music Down Home: An Introduction to Negro Folk Music: U.S.A.            | Folkways             |
| 1966              | Piano Blues                                                             | Folkways             |
| 1968              | Farro Street Live                                                       | Folkways             |
| 1968              | No Special Rider Here                                                   | Genes/Adelphi        |
| 1972              | Blues Piano Orgy                                                        | Delmark              |
| 1975              | Church Songs: Sung and Played on the Piano by Little Brother Montgomery | Folkways             |
| 2003              | Classic Blues from Smithsonian Folkways                                 | Smithsonian Folkways |
| 2003              | Classic Blues from Smithsonian Folkways, Vol. 2                         | Smithsonian Folkways |
| 2008              | Classic Piano Blues from Smithsonian Folkways                           | Smithsonian Folkways |
| 2008              | Classic African American Gospel from Smithsonian Folkways               | Smithsonian Folkways |